# Eva Håkanson
För journalisten med samma namn, se Eva Brandelius (1920–1987)
Eva Henny Maria Håkanson, född Enhörning 7 augusti 1918 i Birkdale i England, död 19 december 1995 i Frillesås, var en svensk författare och översättare.
Samtliga hennes fyra egna böcker var barnböcker. Som översättare från engelska och (i mindre utsträckning) från danska och tyska tog hon sig an åtskilliga barn- och ungdomsböcker, men också klassiker som William Thackeray och Thomas Hardy.
Hon var dotter till generalkonsuln Emil Enhörning och Maria von Haartman. Hon gifte sig 1939 med journalisten Kurt Håkanson (1911–1957). Paret var från 1956 bosatt i Västtyskland, där maken var korrespondent för Svenska Dagbladet.

## Böcker
- Äventyr i Atlantis (ill. Hedvig Malmström) (Natur och kultur, 1952)
- Äventyr på månen (ill. Hedvig Malmström) (Natur och kultur, 1953)
- Den avundsjuka apans land (ill. Pelle Silfverhjelm) (Natur och kultur, 1955)
- När björnmamma var liten (foto Gunnar Cornelius) (Natur och kultur, 1961)

## Översättningar (urval)
- Frederick Marryat: Styrman Hurtig (Masterman Ready) (1953)
- Barbara Bates: Din bok om djur som sällskap (Natur och kultur, 1954)
- Arthur Conan Doyle: De fyras tecken (The sign of four) (Natur och kultur, 1955)
- John Gunther: Alexander den store (Alexander the great) (Natur och kultur,1956)
- Charles Kingsley: Havsbarnen (The water babies) (Natur och kultur, 1958)
- Crockett Johnson: Pelle och den röda kritan (Harold and the purple crayon) (Natur och kultur, 1958)
- Benjamin Spock och Miriam Lowenberg: Riktig mat för barn (Natur och kultur, 1959)
- Johann David Wyss: Den schweiziske Robinson (Der schweizerische Robinson) (Natur och kultur, 1959)
- Jack London: Före Adam (Before Adam) (Natur och kultur, 1959)
- Poul Anderson: Världar i krig (The war of two worlds) (Wennerberg, 1959)
- Edith Nesbit: Skattsökarna (Natur och kultur, 1960)
- William Thackeray: Rosen och ringen (Natur och kultur, 1960)
- Carl Ewald: En otrolig historia och andra berättelser (Natur och kultur, 1960)
- Edward S. Ellis: Striden på floden (Ned on the river) (Natur och kultur, 1962)
- Thomas Hardy: Grottans hemlighet (Our exploits at West Poley) (Natur och kultur, 1962)
- Lewis Carroll: Alice i Spegellandet (Through the looking-glass) (Natur och kultur, 1963)
- Howard Pyle: Kung Arthur och hans riddare (Natur och kultur, 1964)
- Charles Dickens: En julsaga (Natur och kultur, 1964)
- Jules Verne: Kapten Grants barn (Natur och kultur, 1965)
- Munro Leaf: Tre löften till dig (Three promises to you) (Natur och kultur, 1965)
- Harold Scott: Vad sker på Scotland Yard? (Natur och kultur, 1965)
- Dorothy Ann Love: Emma, dockan som älskade äventyr (Natur och kultur, 1967)
- Rachel Field: Ta hand om Hitty! (Hitty: her first hundred years) (Natur och kultur, 1969)
- Esther Hautzig: Stäpp-barn (The endless steppe) (Natur och kultur, 1970). Ny uppl. 1983 med titeln Flicka i Sibirien

## Priser
- Boklotteriets stipendiater 1963